# Hármas gyakorlat (buddhizmus)
A hármas gyakorlat a buddhizmusban a szenvedés (dukkha) megszüntetésének gyakorlata. A szenvedés a világ (szanszára), azaz a létesülési folyamat (pratitja-szamutpáda) alapvető jellemzője. A dolgok (bháva) szenvedés jellegének belátása elengedhetetlen alap annak megszüntetéséhez. A szenvedés megértésének és megszüntetésének elsődleges módszere a négy nemes igazság és a nemes nyolcrétű ösvény. Buddha a következő három gyakorlatot említi az Anguttara-nikája egyik fejezetében (Szamanavagga):
- magasabb erény (adhisíla-szikkhá)
- magasabb elmélyedés (adhicsitta-szikkhá)
- magasabb bölcsesség (adhipanná-szikkhá)

A szenvedés megszüntetésének egyik másik módszere az ún. “öt módszer” (naja), mely a 18 gyökérfogalomra (múlapada) építve a szenvedést okozó és azokat megszüntető tényezőket elemzi.

## A páli kánonban
A théraváda buddhizmus kanonikus szövegeiben a hármas gyakorlat gyakorlása a vágy, a gyűlölet és a káprázat megszüntetéséhez vezet.  Az, aki teljesen elsajátítja ezt a gyakorlatot végül eléri a nirvána állapotát.
Az Anguttara-nikája szövegeiben a magasabb erény gyakorlatához a Prátimoksa követése, a magasabb tudatosság gyakorlatához (gyakran egyszerűen csak  "koncentráció") a jánákban való elmélyülés, és a magasabb bölcsesség gyakorlatához a négy nemes igazság közvetlen megfigyelése tartozik.

### Hasonlóság a Nyolcrétű Nemes Ösvény hármas felosztásával
A hármas gyakorlat hasonlatos a Nemes Nyolcrétű Ösvény hármas felosztásával:
| Három tag  | Nyolcrétű Ösvény       |
| ERÉNY      | helyes beszéd          |
| ERÉNY      | helyes cselekvés       |
| ERÉNY      | helyes életmód         |
| ELMÉLYEDÉS | helyes erőfeszítés     |
| ELMÉLYEDÉS | helyes éberség         |
| ELMÉLYEDÉS | helyes összeszedettség |
| BÖLCSESSÉG | helyes megértés        |
| BÖLCSESSÉG | helyes elgondolás      |